# Stagira-Akanthos
Stagira-Akanthos (in greco Στάγιρα-Άκανθος?) è un ex comune della Grecia nella periferia della Macedonia Centrale di 8781 abitanti secondo i dati del censimento 2001.
È stato soppresso a seguito della riforma amministrativa, detta piano Kallikratis, in vigore dal gennaio 2011 ed è ora compreso nel comune di Aristotelis.

## Località
Stagira-Akanthos è suddiviso nelle seguenti comunità:
- Ammouliani
- Ierissos
- Nea Roda
- Olympiada
- Ouranoupoli
- Stagira
- Stratoniki
- Stratoni